# Mano Nera (estorsione)
La Mano Nera (in inglese Black Hand) fu un insieme di bande che praticava estorsioni all'interno delle comunità italiane nelle città statunitensi all'inizio del XX secolo.

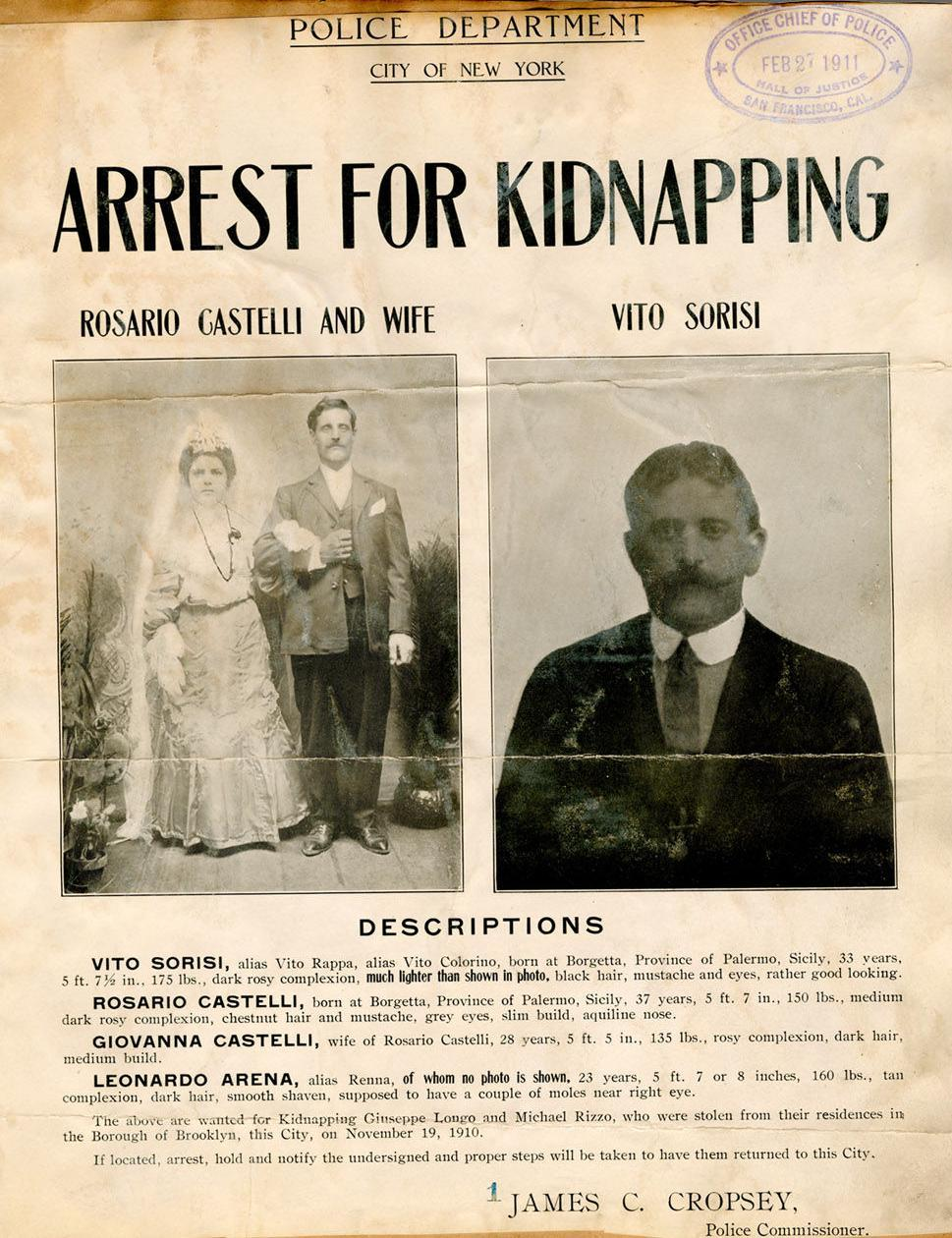
Un manifesto della polizia di New York per ricercati della Mano Nera, inizio '900

## Storia
Il termine prese piede nei primi anni del Novecento e derivava dall'abitudine degli estorsori di inviare alle loro vittime lettere minatorie contrassegnate dall'emblema del teschio e tibie incrociate o dall'impronta di una mano nera, accompagnate da minacce di morte, di sfregi e danneggiamenti: questo tipo di crimine si diffuse da New York a Chicago, San Francisco e New Orleans, compiuta in particolare da strozzini siciliani. I principali capibanda che compirono questo tipo di estorsione furono i siciliani Giuseppe Morello e Ignazio Lupo, che strangolavano e bruciavano le vittime che rifiutavano di pagare, e i cumparielli napoletani Enrico Alfano e Pellegrino Morano. Anche il cantante Enrico Caruso e il trasformista Leopoldo Fregoli, durante le loro tournée americane, subirono minacce ed estorsioni dagli affiliati alla Mano Nera.

### L'uccisione di Giuseppe Ruvolino
Uno dei delitti più atroci compiuti dalla mano nera avvenne nel paesino di Pellaro, nei pressi di Reggio Calabria, precisamente a Quattronari, il 4 settembre 1910. Giuseppe Ruvolino, un emigrante calabrese a New York, partecipò a una rapina organizzata dal clan mafioso a cui era affiliato, ma il colpo fallì e la polizia lo catturò. Sotto promessa della libertà, fece il nome dei suoi complici, pur conoscendo il rischio a cui andava incontro. A seguito della delazione, ottenne la libertà come promessogli.
Consapevole che lo "sgarro" equivaleva alla condanna a morte da parte dell'organizzazione cui apparteneva, lasciò gli Stati Uniti e, con l'intera famiglia, rientrò in Calabria, nella speranza di sottrarsi alla vendetta dei compagni. Nella notte del 4 settembre 1910, uno o più malviventi mascherati penetrarono nella sua abitazione, uccidendolo barbaramente con asce e coltelli e sterminando tutta la famiglia, composta dalla moglie e da sei figli, il più piccolo dei quali aveva appena quattro mesi. Si racconta che i vicini, accorsi alle grida, udirono una delle bambine invocare con voce rotta dal pianto, "zio non mi ammazzare", ma invano. Nessuno parlò e gli assassini rimasero sconosciuti alla giustizia.

### L'azione di Joe Petrosino

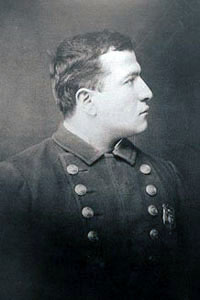
Foto d'epoca di Joe Petrosino.

Il tenente Joe Petrosino iniziò le sue indagini su quella che a New York si chiamava Mano nera (erano conosciuti così quelli che avevano esportato nel nuovo mondo i metodi della vecchia Sicilia). Le lettere estorsive recavano in calce una mano nera rozzamente disegnata. In realtà non era definibile mafia ma un insieme di bande che approfittava di una paura consolidata nell'ambito degli immigrati meridionali. Petrosino comprendeva e parlava i diversi dialetti del mezzogiorno e venne apprezzato dall'allora funzionario di polizia di New York Theodore Roosevelt, che lo promosse agente investigativo. Con le sue indagini iniziò a sgominare sistematicamente la Mano nera, che spesso nascondeva estorsori improvvisati.
È negli Stati Uniti che nasce l'espressione pizzo poiché si presentavano così ai loro connazionali quegli uomini che non avevano bisogno di molte parole per farsi capire: con il detto siciliano "fatici vagnari ù pizzu" (“fare bagnare il mento”), con cui s'indicava solitamente l'offerta di un bicchiere di vino in segno di ringraziamento per un favore ricevuto, richiedevano il pagamento di una somma di denaro in cambio di protezione da attentati e danneggiamenti (pare che sia stato lo stesso Cascio Ferro a inventare la formula, che ci teneva a non passare per prepotente, i suoi uomini infatti dovevano rassicurare e non intimidire, finché non si rendeva indispensabile).
Grazie ai successi raggiunti, Petrosino venne promosso al grado di tenente e messo a capo della cosiddetta Squadra Italiana, un'unità specializzata che raggruppava circa 25 uomini. Aveva compreso però, che per sgominare la mafia doveva andare in Sicilia, a Palermo, e schiacciare la testa del serpente. Il tenente Petrosino, giunto a Palermo, verrà brutalmente ucciso da un sicario con 4 colpi di pistola alle spalle, altri 3 colpi in rapida successione e un ultimo sparo in pieno volto (probabilmente il sicario fu lo stesso Vito Cascio Ferro). A New York oltre 250.000 persone partecipano al corteo funebre.

## Nei media
- Le imprese criminali della Mano Nera furono oggetto di rappresentazione nel cinema muto americano: nel 1906 uscì il cortometraggio The Black Hand, uno dei primissimi film gangster della storia del cinema, mentre nel 1912 uscì un The Black Hand prodotto dall'Eclair American e l'anno seguente, il 1913, un The Black Hand prodotto dalla Kalem. I film hanno in comune solo il titolo, trattando soggetti diversi.
- Nel romanzo Vita di Melania Mazzucco, ambientato nella New York di inizio Novecento, vengono descritti vari episodi criminosi legati alla Mano Nera.
- Nel romanzo "Cuore di Donna" di Carla Maria Russo vengono narrati fatti relativi alla Mano Nera.
- Nel primo episodio della quarta stagione di Peaky Blinders, i fratelli Shelby ricevono lettere minatorie raffiguranti una mano nera.